# تسرنویویتسا
تسرنویویتسا (به صربی: Crnoljevica) یک منطقهٔ مسکونی در صربستان است که در ژاگوبیتسا واقع شده‌است.